# Poltergeist (2015)
Poltergeist (Brasil: Poltergeist - O Fenômeno / Portugal: Poltergeist) é um filme lançado em 2015, dirigido por Gil Kenan e escrito por David Lindsay-Abaire. É uma refilmagem do original Poltergeist de 1982. É estrelado por Sam Rockwell, Jared Harris, Rosemarie DeWitt, Saxon Sharbino, Kyle Catlett, Kennedi Clements e Jane Adams. O filme foi lançado em 22 de maio de 2015 nos Estados Unidos, em Portugal em 28 de maio e no Brasil em 21 de maio do mesmo ano.

## Sinopse
Poltergeist, conta a história de uma família que se muda para uma nova casa. Logo após a mudança, Griffin (Kyle Catlett), o filho do meio, nota que alguma coisa está errada com a casa, mas os pais e os irmãos acham que isso é um problema psicológico, e deixam para lá. Em uma noite, Griffin acorda e encontra sua irmã Madison (Kennedi Clements) na frente da TV falando sozinha. Alguns dias depois, os pais Eric (Sam Rockwell) e Ammy (Rosemarie DeWitt) saem de casa e deixam no comando a filha mais velha, Kendra (Saxon Sharbino) cuidando de Griffin e de Madison. Nessa noite, Kendra, vai ao porão, e é puxada por uma gosma preta, Griffin é pego por uma árvore e Madison desaparece. Eles então decidem recorrer a uma especialista em fenômenos paranormais, Dra. Claire Powell  (Jane Adams), mas  esta recorre ao seu ex-marido e investigador, Carrigan Burke (Jared Harris), que traz Madison de volta. Depois desses acontecimentos, os Bowen se mudam.

## Elenco
- Sam Rockwell como Eric Bowen
- Jared Harris como Carrigan Burke
- Rosemarie DeWitt como Amy Bowen
- Saxon Sharbino como Kendra Bowen
- Kyle Catlett como Griffin Bowen
- Kennedi Clements como Madison Bowen
- Nicholas Braun como Boyd
- Susan Heyward como Sophie
- Jane Adams como Dr. Claire Powell
- Soma Bhatia como Lauren

## Recepção
Poltergeist teve recepção mista por parte da crítica especializada. Com base em 25 avaliações profissionais, alcançou uma pontuação de 57 em 100 no Metacritic.